# Туринская национальная университетская библиотека
Тури́нская национа́льная университе́тская библиоте́ка (итал. Biblioteca nazionale universitaria di Torino) — одна из итальянских национальных библиотек.
Она была основана в 1720 году как библиотека Королевского университета наук (итал. Regia università delle scienze) и размещена во дворце, незадолго до этого построенном архитектором Филиппо Юварра. В 1723 году Виктор Амадей II, король Сардинии, добавил в коллекцию 10 тысяч томов из Королевской библиотеки Савойского дома и 4 тысячи томов из другой библиотеки.
Расширяла коллекцию в результате пожертвований, а также благодаря конфискации собственности монастырей во времена Наполеона. Переименована в Национальную библиотеку в 1876 году после объединения Италии. Пострадала от пожара в 1904 года и авианалёта в 1942 году. В 1972 году была перещемена в здание на Пьяцца Карло Альберто.
По состоянию на 1999 год собрание составляло 980 тысяч томов, в том числе 1602 инкунабулы и 4000 рукописи. Имеется 5 коптских папирусов VI—VIII веков, 110 рукописей на иврите и 289 — на греческом, некоторые — IX—X веков. Хранится 71 кодекс, около 100 древних французских рукописей и некоторое количество латинских кодексов, написанных во Франции.
Также имеется примечательная коллекция музыкальных произведений, включающая кодекс начала XV века с 23-мя неизвестными ранее произведениями, франко-киприотский кодекс 1410-х годов с 228-ю произведениями на латыни и французском, собранными на Кипре, при дворе Лузиньянов, а также произведения венской музыки, собранные Джакомо Дураццо во второй половине XVIII века, и произведения венецианской музыки из коллекции венецианского патриция Джакомо Соранцо (итал. Giacomo Soranzo).